# Jesús Padilla Gálvez

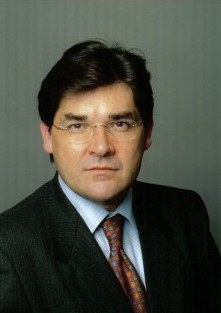
Jesús Padilla Gálvez (2012)

Jesús Padilla Gálvez (Aussprache [xeʼsus paʼðiʎa ʼɣalβeθ]) (* 28. Oktober 1959 in Almería) ist ein spanischer Philosoph und Professor an der Universität von Castilla–La Mancha in Toledo (Spanien).

## Leben
Padilla Gálvez studierte Philosophie an der Universität zu Köln (1977–1988), wo er mit Magister und Dissertation abschloss. Er war Gastprofessor und forschte an der Universität Erlangen-Nürnberg, Universität Graz, Johannes Kepler Universität Linz, Universität München, University of Cambridge und University of Oxford.
Seine Arbeiten lassen sich fünf Forschungsrichtungen zuordnen: Sprachphilosophie, Logik, Wissenschaftstheorie, Veränderungen in demokratischen Gesellschaften und Fachsprachen.
Im Bereich der Sprachphilosophie behandelt er Probleme innerhalb der Bedeutungstheorie, der Selbstreferenz sowie die semantischen Strukturen des Wahrheitsbegriffs.
Im Bereich der Logik widmet er sich überwiegend der Modallogik und richtet sein Interesse auf die Rekonstruktion des Leibnizschen Modalsystems. Darüber hinaus hat der Autor die verschiedenen semantischen Modelle von möglichen Welten analysiert. In Zusammenhang mit diesem Vorschlag sind die Fragen der Bedeutung von Identitätsaussagen sowie die Frage nach wesentlichen und nicht-wesentlichen Eigenschaften untersucht worden.
Besondere Aufmerksamkeit gilt der Metalogik von Alfred Tarski, Rudolf Carnap und Kurt Gödel. In der Wissenschaftstheorie hat er Probleme der Referenz, der Theoriesprachen, der Inkommensurabilität und der wissenschaftlichen Revolutionen untersucht.
Im Bereich des sozialen Wandels in demokratischen Gesellschaften untersucht Padilla Gálvez Probleme wie Terrorismus, die Globalisierung, die Parteiendemokratie im medialen Zeitalter sowie Korruption und Ochlokratie (Populismus).
Im Fachsprachenbereich hat er sich vor allem mit den Fachsprachen der Wirtschaft und des Rechts auseinandergesetzt, da sie unser demokratisches Verständnis mitbeeinflussen.
Padilla Gálvez ist als einer der führenden Experten der Philosophie Ludwig Wittgensteins hervorgetreten. Er hat dessen wichtigste Werke ins Spanische übersetzt und dazu kritische Analysen verfasst. Er ist Herausgeber von Aporia (De Gruyter Verlag. Berlin, Boston) und der Zeitschrift Dókos. Revista Filosófica – Philosophical Review.

## Auszeichnungen
- 2020 Österreichisches Ehrenkreuz für Wissenschaft und Kunst I. Klasse

## Werk

### Festschrift
- Language, Truth and Democracy. Essays in Honour of Jesús Padilla Gálvez. Hrsg. Margit Gaffal. De Gruyter, Berlin - Boston, 2020, 340 pp., ISBN 978-3-11-069732-2. doi:10.1515/9783110697360.

### Monographien
- Referenz und Theorie der möglichen Welten. Peter Lang Verlag, Frankfurt a. M. 1989, ISBN 3-631-40780-7.
- Tratado metateórico de las teorías científicas. Ediciones de la Universidad de Castilla-La Mancha, Cuenca 2000, ISBN 84-8427-078-5.
- Sozioökonomische Einführung in die Interkulturalität. Herausgegeben mit Margit Gaffal, Oldenbourg, München 2005, ISBN 3-486-57869-3.
- Verdad y demostración. Plaza y Valdés, Madrid, México D.F. 2007, ISBN 978-84-96780-19-4.
- Wittgenstein I. Lecturas tractarianas. Plaza y Valdés, Madrid, México D.F. 2009, ISBN 978-84-96780-18-7.
- Yo, máscara y reflexión. estudios sobre la autorreferencia de la subjetividad. Plaza y Valdés, Madrid, México D.F., 2012, ISBN 978-84-15271-51-2.
- Hacia la representación perspicua. Wittgenstein 2. Tirant Humanidades, Valencia, 2014, ISBN 978-84-16062-28-7.
- Parménides, Sobre la naturaleza, El desarrollo de una gramática metafísica. Ápeiron Ediciones, Madrid, 2015, ISBN 978-84-944709-0-5. apeironediciones.com
- Verdad. Controversias abiertas. Tirant Humanidades, Valencia, 2017, ISBN 978-84-17069-58-2.
- Estado de cosas. Reconstrucción de la polémica sobre el Sachverhalt. Tirant Humanidades, Valencia, 2018, ISBN 978-84-17508-19-7.
- El mentiroso. Genealogía de una paradoja sobre verdad y autorreferencia. Tirant Humanidades, Valencia, 2021, ISBN 978-84-18656-18-7.
- State of Affairs. Reconstructing the controversy about Sachverhalt. Philosophia Verlag, München, 2021, ISBN 978-3-88405-131-3.[3]
- Negociación. Teoría de juegos, juegos de lenguaje y formas de vida. (Mit Hrsg. Margit Gaffal) Tirant Humanidades, Valencia, 2023, ISBN 978-84-19632-23-4.
- Dynamics of Rational Negotiation: Game Theory, Language Games and Forms of Life. (Mit Hrsg. Margit Gaffal) Springer, Cham, 2024, ISBN 978-3-031-49050-7.

### Als Herausgeber
- El Círculo de Viena, reconsiderado. Arbor, 1996, Nr. 612, Tomo CLV, ISSN 0210-1963, S. 7–147.
- Wittgenstein y el Círculo de Viena / Wittgenstein und der Wiener Kreis. Ediciones de la Universidad de Castilla-La Mancha, Cuenca 1998, ISBN 84-89958-26-2.
- Wittgenstein, from a New Point of View. Peter Lang, Frankfurt a. M. 2003, ISBN 3-631-50623-6.
- El laberinto del lenguaje: Wittgenstein y la filosofía analítica / The Labyrinth of Language: Ludwig Wittgenstein and the Analytic Philosophy. Ediciones de la Universidad de Castilla-La Mancha, Cuenca 2007, ISBN 978-84-8427-282-3.
- Idealismus und Sprachanalytische Philosophie. Peter Lang Verlag, Frankfurt a. M. 2007, ISBN 978-84-8427-402-5.
- Phenomenology as Grammar. Ontos Verlag, Frankfurt a. M./Paris/Lancaster/New Brunswick 2008, ISBN 978-3-938793-91-6.
- Igualdad en el derecho y la moral. Plaza y Valdés, Madrid 2009, ISBN 978-84-92751-25-9.
- Philosophical Anthropology. Wittgenstein’s Perspective. Ontos Verlag, Frankfurt a. M./Paris/Lancaster/New Brunswick 2010, ISBN 978-3-86838-067-5. Rezension: „Notre Dame Philosophical Reviews“
- Wittgenstein: Issues and Debates. Herausgegeben mit Eric Lemaire. Ontos Verlag, Frankfurt a. M., Paris, Lancaster, New Brunswick 2010, ISBN 978-3-86838-083-5. Critical notice (PDF; 282 kB).
- Antropología filosófica de Wittgenstein. Reflexionando con P.M.S. Hacker. Plaza y Valdés, Madrid 2011, ISBN 978-84-92751-95-2.
- Forms of Life and Language Games. Herausgegeben mit Margit Gaffal, Ontos Verlag, Frankfurt a. M./Paris/Lancaster/New Brunswick 2011, ISBN 978-3-86838-122-1.
- Fenomenologia como Gramática. Editora Universidade de Brasília, Brasília D.F. 2011, ISBN 978-85-230-1294-6.
- Doubtful Certainties. Language-Games, Forms of Life, Relativism. Herausgegeben mit Margit Gaffal, Ontos Verlag, Frankfurt a. M./Paris/Lancaster/New Brunswick 2012, ISBN 978-3-86838-171-9.
- Formas de vida y juegos de lenguaje. Herausgegeben mit Margit Gaffal, Plaza y Valdés, Madrid 2013, ISBN 978-84-15271-75-8.
- Action, Decision-Making and Forms of Life. De Gruyter, Berlin/Boston 2016, ISBN 978-3-11-047288-2.
- Intentionality and Action. Hrsg. Jesús Padilla Gálvez und Margit Gaffal, De Gruyter, Berlin-Boston 2017, ISBN 978-3-11-056028-2.[4]
- Human Understanding as Problem. Hrsg. Jesús Padilla Gálvez y Margit Gaffal. De Gruyter, Berlin-Boston 2018, 165 pp., ISBN 978-3-11-061120-5.[5]
- Ontological Commitment Revisited. Hrsg. Jesús Padilla Gálvez. De Gruyter, Berlin-Boston, 2021, 170 pp., ISBN 978-3-11-074999-1.[6]
- The Many Faces of Language Games. Hrsg. Jesús Padilla Gálvez und Margit Gaffal. De Gruyter, Berlin, Boston, 2024. 183 p. ISBN 9783111575353.[7]

### Übersetzungen
- Metalógica / Metalogik. Mathesis, XI, Nr. 2, 113–136 / 137–192. (ISSN 0185-6200)
- Sobre consistencia y completitud en el sistema axiomático. Discusión sobre la ponencia del Sr. Gödel. Protocolo del 15 de enero de 1931. Mathesis III 21 (2007) 193–196. (ISSN 0185-6200)
- Ludwig Wittgenstein, Nur die Erfahrung des gegenwärtigen Augenblickes hat Realität’... / Sólo la experiencia del momento actual es real’..., Hat es Sinn zu sagen „zwei Menschen hätten denselben Körper?...“ / ¿Tiene sentido decir que dos personas tienen el mismo cuerpo?.... Dokos. Revista filosófica, Vols. 7–8, 2011, 53–72 (ISSN 1889-0202 – ISSN 1989-2020)
- Ludwig Wittgenstein, Die normale Ausdrucksweise «Ich habe Zahnschmerzen» / El modo usual de la expresión «tengo dolor de muelas». Dokos. Revista filosófica, Vols. 9–10, 2012, 79–105 (ISSN 1889-0202 – ISSN 1989-2020)
- Ludwig Wittgenstein, Escrito a máquina [The Big Typescript] [TS 213]. Übersetzung ins span. Einführung und kritische Anmerkungen von Jesús Padilla Gálvez. Editorial Trotta, Madrid 2014, ISBN 978-84-9879-559-2.
- Ludwig Wittgenstein, Tratado lógico-filosófico / Logisch-philosophische Abhandlung. [TS 204]. Übersetzung ins span. Einführung und kritische Anmerkungen von Jesús Padilla Gálvez. Tirant Humanidades, Valencia  2016, ISBN 978-84-16349-91-3.
- Ludwig Wittgenstein, Investigaciones Filosóficas. Übersetzung ins span. Einführung und kritische Anmerkungen von Jesús Padilla Gálvez. Editorial Trotta, Madrid 2017, ISBN 978-84-9879-674-2.
- Ludwig Wittgenstein, Diktat für Schlick - Dictado para Schlick.  Übersetzung ins span. Einführung und kritische Anmerkungen von Jesús Padilla Gálvez und Margit Gaffal. Ápeiron Ediciones, Madrid, 2017, ISBN 978-84-17182-42-7.
- Ludwig Wittgenstein, Tratado lógico-filosófico / Logisch-philosophische Abhandlung. Übersetzung ins span. Einführung und kritische Anmerkungen von Jesús Padilla Gálvez. Tirant Humanidades, Valencia, 2019, ISBN 978-84-17508-58-6.
- Ludwig Wittgenstein, Investigaciones Filosóficas, Philosophische Untersuchungen. Übersetzung ins span. Einführung und kritische Anmerkungen von Jesús Padilla Gálvez. 2.ª edition. Editorial Trotta, Madrid, 2021, ISBN 978-84-1364-020-4.
- Ludwig Wittgenstein, Tractatus lógico-philosophicus. Transl., introduc. and critical notes from Jesús Padilla Gálvez. Tirant Humanidades, Valencia, 2025, 174 Seiten. ISBN 978-84-1183-894-8.
- Aufsätze in Diálogos, Grazer Philosophische Studien, Journal for General Philosophy of Science, Logos, Mathesis, Modern Logic, Philosophia naturalis, Philosophisches Jahrbuch, Wittgenstein-Studien, Zeitschrift für Philosophische Forschung erschienen.